# Felix Becker
Felix Becker (Darmstadt, 9 de agosto de 1964) es un deportista alemán que compitió en esgrima, especialista en la modalidad de sable.
Ganó siete medallas en el Campeonato Mundial de Esgrima entre los años 1989 y 1995, y una medalla de oro en el Campeonato Europeo de Esgrima de 1993.

## Palmarés internacional
| Representando a la RFA   |                         |                   |                   |
| Campeonato Mundial       |                         |                   |                   |
| Año                      | Lugar                   | Medalla           | Prueba            |
| 1989                     | Denver (Estados Unidos) | Medalla de plata  | Sable por equipos |
| 1989                     | Denver (Estados Unidos) | Medalla de bronce | Sable individual  |
| 1990                     | Lyon (Francia)          | Medalla de bronce | Sable por equipos |
| Representando a Alemania |                         |                   |                   |
| Campeonato Mundial       |                         |                   |                   |
| Año                      | Lugar                   | Medalla           | Prueba            |
| 1991                     | Budapest (Hungría)      | Medalla de bronce | Sable por equipos |
| 1993                     | Essen (Alemania)        | Medalla de bronce | Sable por equipos |
| 1994                     | Atenas (Grecia)         | Medalla de oro    | Sable individual  |
| 1995                     | La Haya (Países Bajos)  | Medalla de plata  | Sable individual  |
| Campeonato Europeo       |                         |                   |                   |
| Año                      | Lugar                   | Medalla           | Prueba            |
| 1993                     | Linz (Austria)          | Medalla de oro    | Sable individual  |